# 臭菘
臭菘（学名：Symplocarpus foetidus）是天南星科臭菘属的植物。分布在北美、日本中部至北部、西伯利亚、乌苏里江流域以及中国大陆的吉林省、黑龙江省等地，生长于海拔100米至300米的地区，常生于潮湿针叶林及混交林下，目前尚未由人工引种栽培。

## 别名
黑瞎子白菜（吉林）